# Kazinczyné Török Sophie
Kazinczyné Török Zsófia, avagy szendrői gróf Török Sophie (Ónod, 1780. február 19. – Nagyvárad, 1842. február 14.) Kazinczy Ferenc felesége, férje halála után is gyermekeik nevelője, az író emlékének ápolója.

## Élete

### Származása, neveltetése
Arisztokrata családban született. Apja gróf szendrői Török Lajos (1748. október 7. – Nagykázmér, 1810. június 23.), anyja gróf Roggendorf Alojzia (Louise) (1754. február 14. – ?) volt. 1776. augusztus 25-én kötött házasságukból három gyermekük született: a legidősebb, Josef; és két leány, Sophie és húga, Marie-Susie.
Az apa a kassai tanulmányi kerület igazgatója, a fiatal Kazinczy Ferencnek pedig 1786-1791 között főnöke volt. Szabadkőműves páholyt alapított, melynek fiatal pártfogoltja is tagja lett.
A két grófkisasszony 1786-tól Bécsben, nagynénjeik felügyelete mellett, a szaléziánusok kolostorában nevelkedett, ahol franciául és németül kitűnően megtanultak, de ott a magyar nyelvet nem tanították. Sophie későbbi, németül írt leveleiben többször kénytelen volt szabadkozni hiányos nyelvtudása miatt. „…diákkoromban Bécsben a szaléziánusoknál magyar nőből francia és német nővé formáltak; és amikor én onnan a virágzó ifjúság éveiben hazámba visszatértem, nem volt elég bátorságom az elfelejtetteket bepótolni.”
Apját 1795-ben állásából eltávolították, ott is hagyta Kassát. Ugyanabban az évben Bécsből Sophie is végleg hazatért Kázmérba a szülői házhoz.

### Megismerkedése, házassága Kazinczyval

Török Sophie mellszobra a Kazinczy Emlékcsarnokban...

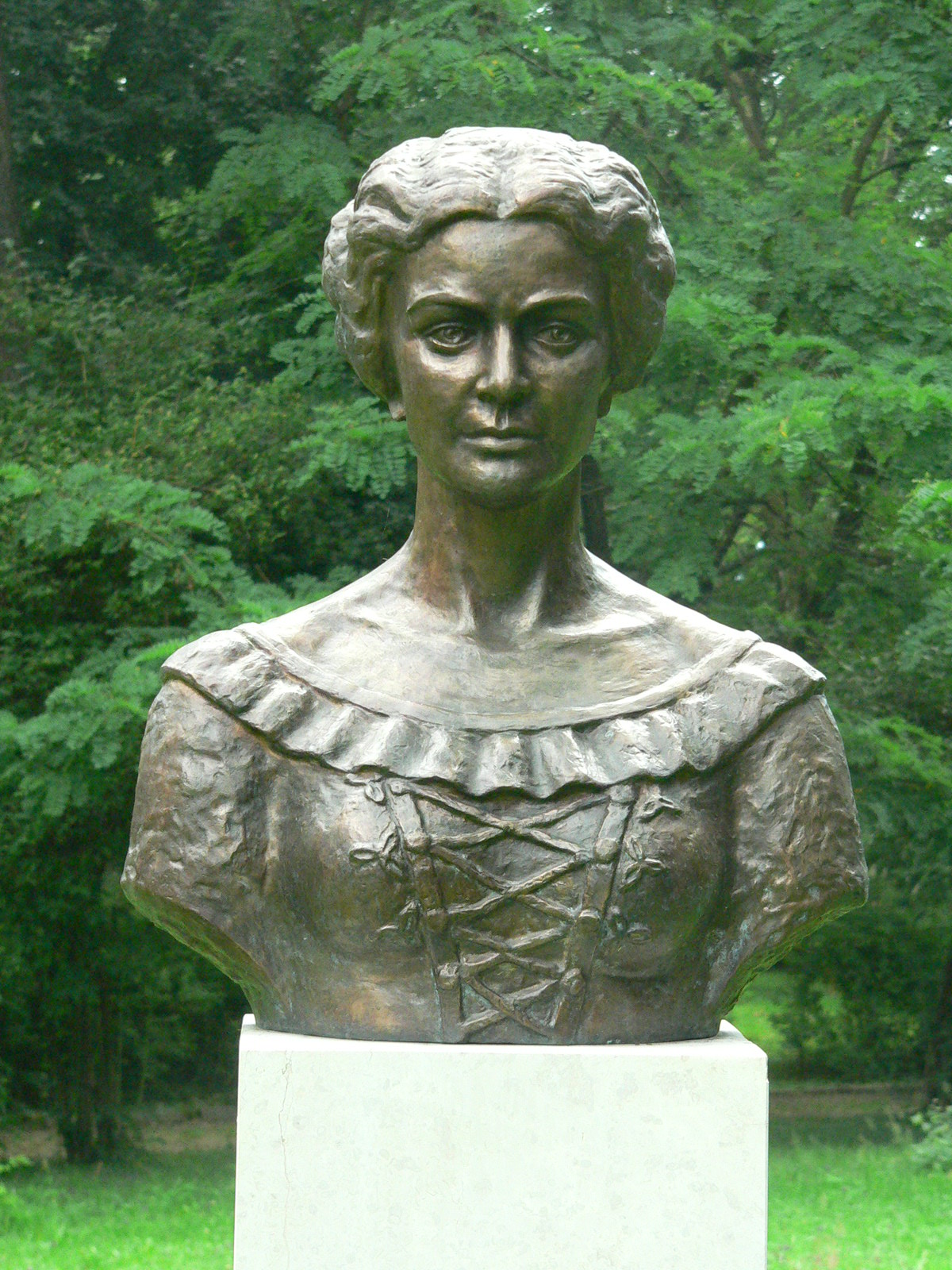
...és a széphalmi parkban

Kazinczy a grófkisasszonyokat kiskorukban ismerte meg és testvérként viszonyult hozzájuk. Fogságából (1794. december 14. – 1801. június 28.) szabadulása után egy héttel meglátogatta a családot. Sophie ekkor már 1800 óta jegyben járt egy emigráns francia fiatalemberrel (gróf Etoile Maximilien). Később jegyese végleg hazautazott Franciaországba, így az a házasság meghiúsult.
Kazinczy és Sophie 1804. november 11-én Nagykázméron kötöttek házasságot. Kezdetben Kázméron, rövidebb ideig Érsemjénben is laktak. Férje 1806 júniusában Széphalomra költözött, hogy rendbe hozza ott lévő házát, utána az lett az otthonuk. Gazdálkodtak, állandó anyagi gondjaik voltak, de harmonikus házasságban éltek.
Török Sophie művelt, külföldi irodalmat olvasó, férjéért áldozatokat hozó feleség volt. 1805 januárjában Kazinczy így írt feleségéről: „Sophie középszerű termettel bír. Szebb mellyet, szebb kezet, szebb kart, szebb lábat, szebb derekat nem képzelhetsz. Hajai feketék. Képe vonásai nincsenek a regula szerint, talán bizarrak, mert orra Pálffy-orr, de az egész kedves és sokakat bájoló. Nyolc esztendeig neveltetvén az anyja testvéreinek kezei alatt a bécsi főszületésű klastromban, franciául beszél legjobban; németül aszerint beszél, amint közöttünk beszélleni szokás; magyarul és tótul is jól tud, noha néha botol.” Másfél évvel később, első gyermekük halála után: „Sophie nem a közönséges új tónusú asszonyok közül való. Ő nem ismer affektációt; ő merő természet lánya. Az ő szájából s tollából nem folynak a románok frázisai, s azok a könyv nélkül tanult szentimentális édességek, mellyel mások vonnak figyelmet magokra; ő csak azt mondja, amit érez.” Házasságukból nyolc gyermek született, közülük az első egyéves korában meghalt. A legifjabbik születésekor az író már 61 éves is elmúlt. Ameddig lehetett, igyekeztek otthon tanítani gyermekeiket.
Török Sophie több alkalommal, első gyermekük halála után is súlyosan megbetegedett. 1830 májusában tüdőgyulladást kapott, az orvosok már lemondtak életéről, mégis felépült. A következő évben azonban már neki kellett temetnie a kolerában elhunyt férjét.

### Az író halála után
„Kazinczym büszkeséget hagyott rám és nagy gondokat!” – írta férje halála után az özvegy. Súlyos anyagi gondjai voltak, adósságok terhelték, egyedül rá hárult a gyermekek eltartásának és nevelésének gondja, és férje hagyatékát is rendeznie kellett. Idővel a széphalmi házból is el kellett költöznie. 62 évesen egy rokonánál, Nagyváradon tartózkodott éppen, ott érte a halál 1842. február 14-én. Holttestét legifjabb fia, Kazinczy Lajos vitette Széphalomra, és ott az író nyughelye melletti sírba temették.

## Gyermekeik

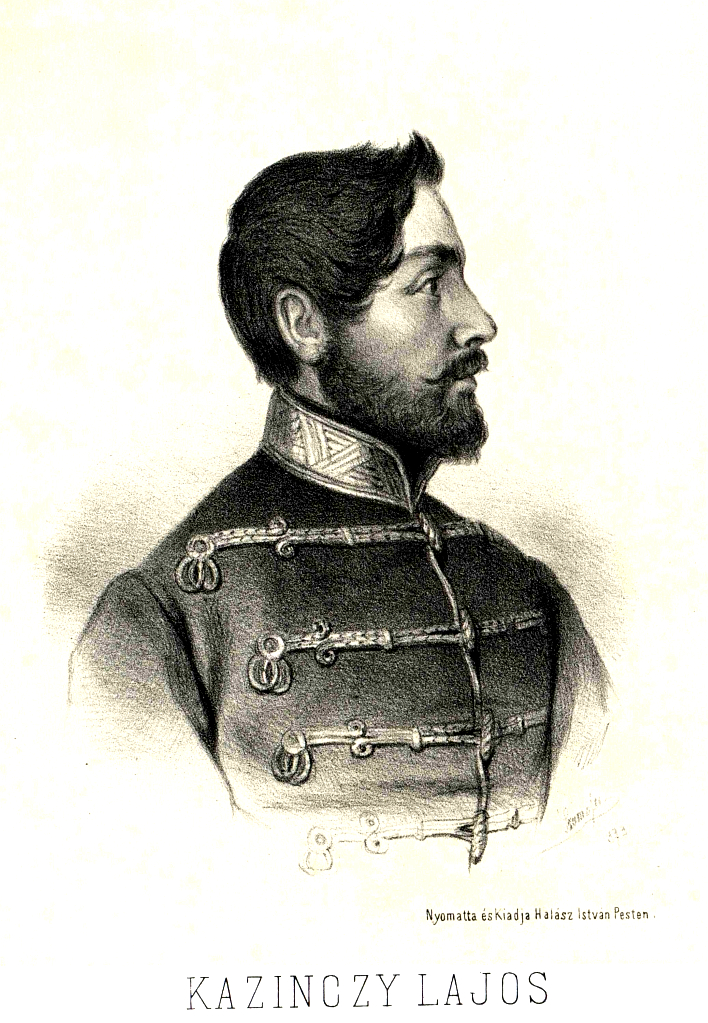
Kazinczy Lajos, a szabadságharc vértanúja

- A következő gyermekei születtek:[8]

| Név       | Dátum     |
| --------- | --------- |
| Iphigenia | 1805–1806 |
| Eugenia   | 1807–1903 |
| Thalia    | 1809–1863 |
| Emil      | 1811–1890 |
| Antonius  | 1813–1879 |
| Iphigenia | 1817–1890 |
| Bálint    | 1818–1873 |
| Lajos     | 1820–1849 |

## Emlékezete

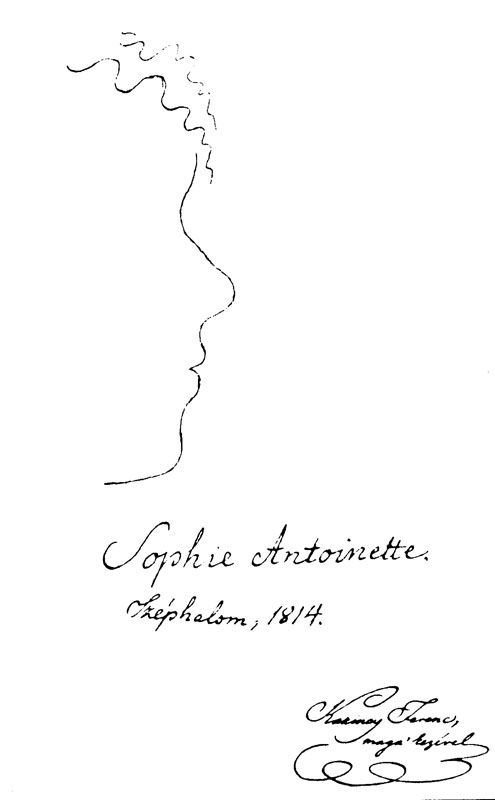
Török Sophie. Árnyékrajz, Kazinczy Ferenc munkája

- Kazinczy feleségén kívül irodalomtörténetünk egy másik Török Sophie-t is ismer: Babits Mihály ugyanezt a nevet adta feleségének, Tanner Ilonának.[9]
- 1984-ben Kazinczy leveleiből és néhány művének részleteiből Szilágy Ferenc összeállításában Sophie címmel könyv jelent meg, melyet a szerkesztő levélregény műfaji megjelöléssel adott közre.[10] A könyv nem kimondottan Török Sophie-ról szól, de a házaspár mindennapi életéből is felvillant sok apró részletet.
- Kazinczyné Török Sophie mellszobrát, Borsi Antal szobrászművész alkotását 2008. október 17-én állították és avatták fel a széphalmi sírkertben.[11]

## Szövegkiadások
- Kazinczy Ferencné Török Zsófia férjére vonatkozó eddig kiadatlan levelei. Függelékül néhány egykorú levél; sajtó alá rend., bev. Biczó Ferenc; Szabó Ny., Kaposvár, 1932
- Kazinczy Ferencné Török Sophie levelezése; összegyűjt. bev., jegyz. V. Busa Margit, sajtó alá rend. Z. Szabó László, tan. V. Busa Margit, Z. Szabó László; Kazinczy Ferenc Gimnázium, Győr, 1986
- Kazinczy Lajos anyjához írt levelei; szerk., tan. Z. Szabó László, ford. Bankó Sarolta et al., függelék: Kazinczy Ferencné Török Sophie kézzel írt Kis magyar gramaticája fia, Kazinczy Lajos számára; Kazinczy Ferenc Gimnázium, Győr, 1990